# 金榮鎮
金榮鎮（：／ Kim Young-joon，1967年9月10日—），大韓民國自由派政治人物，第20至22屆國會議員。